# 葛底斯堡 (南达科他州)
葛底斯堡（英語：Gettysburg）是美国南达科他州波特县沿北纬45度线的一个城市和县城。2010年人口普查时，人口为1,162人。

## 历史
葛底斯堡是1884年建造的。这个城市是为了纪念葛底斯堡战役而命名的。早期定居者中有很大一部分是内战时期联邦军队的退伍军人。

## 地理
葛底斯堡位于45°00′43″N 99°57′19″W / 45.011819°N 99.955386°W。
根据美国人口普查局的数据，这座城市的总面积为1.89平方英里（4.90平方）。
葛底斯堡的邮政编码是57442，FIPS的地方编码是24260。

### 气候
由于降雨量略高于465毫米，这座城市可以被认为是美国西部干燥气候和美国东部潮湿气候的分水岭，尽管更接近前者，一个以草原和中等降雨量为特征的中心标志着西经99.9°子午线干燥气候的B组东部界限（次大陆的炎热版本除外）。从墨尔本大学的气候图来看，葛底斯堡是北美有着半干旱的寒冷气候的所有城市中最东部的城市。平均最高温度为12.7°C，平均最低温度为-0.4°C，这使得每年至少有部分时间气温低于冰点。年平均降雪为99厘米。根据美国国家海洋和大气管理局/气象局的官方数据：年平均降水量为501毫米，这加强了其汇流作用。最潮湿的月份为5月至7月，雨量为72至88毫米；最干燥的月份为1月（只有9毫米）。2月至3月的降雪量是平均水平，与超过20厘米的寒冷天气成比例。

## 人口统计资料
| 调查年                            | 人口  | 备注  | %±     |
| --------------------------------- | ----- | ----- | ------ |
| 1910                              | 936   |       | —      |
| 1920                              | 951   |       | 1.6%   |
| 1930                              | 1,400 |       | 47.2%  |
| 1940                              | 1,324 |       | −5.4%  |
| 1950                              | 1,555 |       | 17.4%  |
| 1960                              | 1,950 |       | 25.4%  |
| 1970                              | 1,915 |       | −1.8%  |
| 1980                              | 1,623 |       | −15.2% |
| 1990                              | 1,510 |       | −7.0%  |
| 2000                              | 1,352 |       | −10.5% |
| 2010                              | 1,162 |       | −14.1% |
| 2019年估计                        | 1,081 | [ 4 ] | −7.0%  |
| 美国十年一次的人口普查 2018年估计 |       |       |        |

### 2010年的人口普查
截至2010年人口普查，全市共有1,162人、534户、310个家庭。人口密度为614.8名居民每平方英里（237.4名居民每平方）。共有617个住房单元，平均密度为326.5每平方英里（126.1每平方）。这座城市的种族构成是97.3%的白人，0.3%的非洲裔美国人，1.2%的印第安人，0.2%的亚洲人，以及1.0%来自两个或两个以上的种族。西班牙裔或任何种族的拉丁裔占总人口的0.6%。
共有534户，其中21.9%的的住户有18岁以下的子女同住，49.1%的住户是已婚夫妇同住，5.1%的住户是女户主无丈夫，3.9%的住户是男户主无妻子，41.9%的住户是非家庭。37.8%的住户由个人组成，21.8%的住户有65岁或以上的独居者。平均住户人数为2.08人，平均家庭人数为2.74人。
该城市的平均年龄为50.3岁。19.7%的居民年龄在18岁以下；4.7%年龄在18 - 24岁之间；25 ~ 44岁的占18.1%；29.7%由45至64人；65岁及以上的占27.6%。全市性别构成为男性48.4%，女性51.6%。

### 2000年的人口普查
截至2000年人口普查，全市共有1,352人、588户、365个家庭。人口密度为每725.1名居民每平方英里（280.0名居民每平方）。共有683个住房单元，平均密度为366.38名居民每平方英里（141.5名居民每平方）。这座城市的种族构成为97.93%的白人，1.26%的印第安人，0.07%的亚洲人，0.74%来自两个或两个以上的种族混血。西班牙裔或任何种族的拉丁裔占人口的0.15%。
共有588个住户，其中26.9%的住户有18岁以下的子女与他们住在一起，52.9%的住户是已婚夫妇住在一起，6.0%的住户是没有丈夫的女性住户，37.9%的住户是非家庭住户。36.4%的住户由个人组成，20.6%的住户有65岁或以上的独居者。平均住户人口为2.21人，平均家庭人口为2.88人。
城市人口年龄分布较为分散，18岁以下人口占23.9%，18 ~ 24岁人口占4.0%，25 ~ 44岁人口占21.8%，45 ~ 64岁人口占24.3%，65岁以上人口占26.0%。平均年龄为45岁。每100名女性对应92名男性。每100名18岁及以上的女性，就对应87.8名男性。
2000年，该市住户收入中位数为30,469美元，家庭收入中位数为37,763美元。男性的收入中位数为26,316美元，女性为16,979美元。该市的人均收入为16,516美元。约7.9%的家庭和10.7%的人口处于贫困线以下，其中有18岁以下青年的家庭占14.4%，有65岁或以上老人的家庭占11.3%。